# 1050-talet

## Händelser
- De första romanska kyrkorna uppförs i Normandie. Se Konstens historia: Frankrike.
- Emund den gamle försöker göra Norden till ett eget ärkebiskopsdöme och bråkar därför om detta med Adalbert, ärkebiskop av ärkestiftet Hamburg-Bremen, som Norden tillhör.

## Födda
- 1050 - Halsten, kung av Sverige.

## Avlidna
- 1050 - Anund Jakob, kung av Sverige
- 19 april 1054 - Leo IX, påve.
- 28 juli 1057 - Viktor II, påve.
- 29 mars 1058 - Stefan IX, påve.